# Yếu tố phiên mã

Minh họa yếu tố phiên mã

Trong sinh học phân tử, yếu tố phiên mã (tiếng Anh: transcription factor, viết tắt: TF) hay yếu tố liên kết trình tự DNA đặc biệt (sequence-specific DNA-binding factor) là một protein có vai trò điều khiển tốc độ phiên mã từ DNA sang mRNA thông qua liên kết trên trình tự DNA đặc biệt. Các yếu tố phiên mã có chức năng điều hòa (tắt/mở) các gene sao cho chúng được biểu hiện một cách hợp lý (đúng thời điểm và đủ số lượng cần thiết) trong suốt dòng đời của một tế bào. Các nhóm yếu tố phiên mã hoạt động theo phương cách được điều phối, hướng tế bào đến các quá trình phân chia, tăng sinh và tử vong trong suốt dòng đời; sự di chuyển và tổ chức tế bào trong suốt quá trình phát triển phôi thai; và đôi khi hoạt động theo các tín hiệu ngoại bào, ví dụ như hormone. Có khoảng 1500-1600 yếu tố phiên mã trong bộ gene người (human genome) và các yếu tố phiên mã cũng là thành viên thuộc bộ protein (proteome) và bộ điều chỉnh tế bào (regulome).
Các yếu tố phiên mã hoạt động độc lập hoặc cùng với các protein khác trong một phức hợp nhất định, thúc đẩy hoặc ngăn chặn sự tiếp cận của RNA polymerase (enzym tối quan trọng trong quá trình truyền đạt thông tin di truyền từ DNA sang RNA) đến các vị trí đặc biệt trên gene.
Một đặc điểm quan trọng của yếu tố phiên mã là chúng chứa ít nhất một domain liên kết DNA (DBD), nơi liên kết với trình tự đặc biệt trên DNA, có thể gần hoặc xa gene mà chúng cần điều hòa. Sự phân loại yếu tố phiên mã cũng dựa trên các domain này. Các protein khác cũng quan trọng trong quá trình điều hòa biểu hiện gene như đồng hoạt tố (coactivator), protein tái cơ cấu chất nhiễm sắc (chromatin remodeler), histone acetyltransferase (HAT), histone deacetylase (HDAC), kinase và methylase, không được xem là yếu tố phiên mã vì chúng không chứa DBD.
Các đột biến trên yếu tố phiên mã có thể gây ra các bệnh đặc trưng và vì thế, yếu tố phiên mã cũng được xem như đích tác dụng thuốc tiềm năng trong điều trị bệnh.

## Số lượng
Yếu tố phiên mã đóng vai trò quan trọng trong điều hòa biểu hiện gene và vì thế, chúng hiện diện ở tất cả các sinh vật sống. Số lượng các yếu tố phiên mã tăng theo độ lớn của bộ gene, các nghiên cứu cho thấy bộ gene càng lớn thì số lượng yếu tố phiên mã cho một gene càng nhiều.
Ở bộ gene người, có khoảng 2800 protein chứa domain liên kết DNA và 1600 trong chúng được cho là có chức năng như yếu tố phiên mã. Một số nghiên cứu khác cho rằng số lượng yếu tố phiên mã ở người ít hơn. Số gene mã hóa cho yếu tố phiên mã chiếm khoảng 10% bộ gene và vì thế, đây cũng là họ protein lớn nhất trong bộ protein người. Hơn nữa, các gene thường được bao quanh bởi một số vị trí liên kết cho những yếu tố phiên mã riêng biệt và hiệu suất biểu hiện gene được quyết định bởi sự hợp tác giữa các yếu tố phiên mã khác nhau (xem ví dụ yếu tố nhân tế bào gan HNF). Do đó, việc sử dụng kết hợp của khoảng 2000 yếu tố phiên mã tạo nên sự độc đáo trong điều hòa biểu hiện gene ở người.

## Cơ chế
Các yếu tố phiên mã liên kết với trình tự tăng cường (enhancer) hoặc vùng khởi động (promoter) trên đoạn DNA gần gene cần được điều hòa và tùy vào loại yếu tố phiên mã mà những gene lân cận có thể tăng/giảm điều hòa. Có nhiều cơ chế tác động của yếu tố phiên mã lên điều hòa biểu hiện gene:
- Làm ổn định hoặc ngăn chặn RNA polymerase liên kết với DNA.
- Xúc tác (trực tiếp hoặc gián tiếp thông qua liên kết với các protein chức năng khác) acetyl hóa hoặc khử acetyl hóa các protein histone:[19]
  - Hoạt tính histone acetyltransferase (HAT): acetyl hóa protein histone, làm yếu tương tác giữa DNA và histone, giúp DNA dễ dàng tiếp cận với các thành phần phiên mã khác và ví thế thúc đẩy quá trình phiên mã.
  - Hoạt tính histone deacetyltransferase (HDAC): khử acetyl hóa protein histone, làm tăng tính bền liên kết giữa DNA và histone, ngăn cản sự linh hoạt của DNA trong phiên mã và vì thế làm giảm quá trình phiên mã.
- Triệu tập các protein đồng kích hoạt (coactivator) và protein đồng ức chế (corepressor) đến phức hợp yếu tố phiên mã-DNA.[20]

## Chức năng
Yếu tố phiên mã là một trong những nhóm protein đọc và giải mã các trình tự mã di truyền trên DNA. Chúng liên kết trên DNA và giúp khởi động chương trình điều hòa tăng hoặc giảm của các gene. Vì vậy, chúng rất quan trọng cho nhiều quá trình thiết yếu trong tế bào. Dưới đây là một số chức năng quan trọng và vai trò sinh học của các yếu tố phiên mã tham gia:

### Điều hòa phiên mã cơ bản
Ở sinh vật nhân thực, một nhóm các yếu tố phiên mã được gọi là yếu tố phiên mã chung (GTF) rất cần thiết cho quá trình phiên mã được diễn ra. Nhiều GTF không thật sự liên kết với DNA, chúng liên kết với các thành phần khác trong phức hợp tiền khởi động phiên mã (PIC)—phức hợp tương tác trực tiếp với RNA polymerase. Các GTF phổ biến nhất là TFIIA, TFIIB, TFIID (xem protein liên kết TATA), TFIIE, TFIIF và TFIIH. Phức hợp PIC mã gắn lên vùng promoter và khởi động quá trình phiên mã.

### Tăng cường phân hóa
Các yếu tố phiên mã khác điều hòa phân hóa biểu hiện gene thông qua liên kết trên trình tự tăng cường (enhancer) nằm lân cận gene được điều hòa. Những yếu tố phiên mã này giúp sự điều hòa biểu hiện gene diễn ra đúng thời điểm và đúng số lượng phù hợp với nhu cầu của sinh vật.

#### Biệt hóa tế bào
Nhiều yếu tố phiên mã ở sinh vật đa bào có liên quan đến quá trình phát triển. Sau khi nhận tín hiệu từ các tác nhân kích thích, chúng có thể bật/tắt quá trình phiên mã, cho phép sự thay đổi hình thái tế bào hoặc các hoạt động cần thiết cho quá trình biệt hóa và quyết định số phận tế bào. Ví dụ, họ yếu tố phiên mã Hox quan trọng cho sự hình thành các hoa văn thích hợp trên cơ thể của sinh vật, tạo ra sự đa dạng về sắc thái. Một ví dụ khác là protein vùng Y xác định giới tính (SRY), một yếu tố phiên mã được mã hóa bởi gene SRY, giữ vai trò chính yếu trong việc xác định giới tính ở người.

#### Đáp ứng với các phân tử tín hiệu nội bào
Các tế bào có thể giao tiếp với nhau thông qua việc tiết ra các phân tử tín hiệu, đi đến và gây ra chuỗi truyền tín hiệu ở tế bào nhận. Bất luận tín hiệu yêu cầu tăng hay giảm điều hòa gene thì các yếu tố phiên mã thường nằm cuối trong chuỗi truyền tín hiệu. Ví dụ như estrogen được tiết ra từ các mô buồng trứng và nhau thai, đi qua màng của tế bào nhận và gắn lên thụ thể estrogen trong tế bào chất. Phức hợp phối tử-thụ thể này sau đó đi vào nhân và gắn lên trình tự đáp ứng estrogen (ERE) và làm thay đổi điều hòa phiên mã của gene mục tiêu.

#### Đáp ứng với môi trường
Ngoài những kích thích sinh học, kích thích từ môi trường ngoài cũng có thể tạo ra chuỗi truyền tín hiệu với các yếu tố phiên mã nằm ở cuối nguồn.Ví dụ như ở nhiệt độ cao, yếu tố sốc nhiệt (HSF) tăng cường điều hòa các gene cần thiết cho sự tồn tại của tế bào; yếu tố cảm ứng thiếu oxy (HIF) tăng cường điều hòa các gene cần thiết trong điều kiện thiếu oxy; hay protein liên kết trình tự điều hòa sterol (SREBP) giúp duy trì mức độ lipid hợp lý trong tế bào.

#### Kiểm soát chu kỳ tế bào
Nhiều yếu tố phiên mã được xem như các gene tiền sinh ung thư (proto-oncogene) hoặc các gene ức chế khối u (tumor suppressor), giúp điều hòa chu kỳ tế bào và do đó xác định kích thước tế bào sẽ lớn đến đâu và khi nào nó có thể phân chia thành hai tế bào con. Ví dụ như Myc, gene sinh ung thư có vai trò quan trọng trong sự tăng sinh và chết rụng của tế bào.

#### Sinh bệnh học
Các yếu tố phiên mã có thể được sử dụng làm thay đổi biểu hiện gene ở tế bào chủ nhằm thúc đẩy quá trình sinh bệnh. Ví dụ khi tiêm protein TALE (tác nhân gây hiệu ứng giống hoạt tố phiên mã) được tiết ra từ vi khuẩn gây bệnh cháy lá Xanthomonas vào thực vật, chúng sẽ di chuyển vào nhân tế bào, liên kết trên vùng promoter của gene thực vật chủ và kích thích quá trình phiên mã tạo ra các gene trợ giúp cho quá trình nhiễm khuẩn.

## Điều hòa
Trong tế bào, các quá trình sinh học quan trọng đều được kiểm soát và điều hòa qua nhiều bước. Ngoài đóng vai trò điều hòa phiên mã, sự biểu hiện gene của các yếu tố phiên mã cũng được điều hòa bằng các yếu tố phiên mã khác. Dưới đây là tóm tắt ngắn gọn các cách mà yếu tố phiên mã được điều hòa:

### Tổng hợp
Cũng như protein, các yếu tố phiên mã được phiên mã từ gene trên nhiễm sắc thể thành RNA, sau đó từ RNA được dịch mã thành protein. Mỗi một bước trong đường truyền thông tin từ DNA sang protein đều được điều hòa chặc chẽ và các yếu tố phiên mã cũng có thể tự điều hòa chính chúng theo cơ chế phản hồi tiêu cực (negative feedback)—yếu tố phiên mã được sinh ra sẽ trở thành tác nhân ức chế sự phiên mã của chính chúng. Đây là một cơ chế giúp duy trì mức độ thấp các yếu tố phiên mã nhất định trong tế bào.

### Phân bố vào nhân
Ở sinh vật nhân thực, quá trình phiên mã diễn ra trong nhân tế bào và quá trình dịch mã diễn ra trong tế bào chất. Nhiều protein hoạt động trong nhân có chứa chuỗi peptide định hướng nhân (NLS), giúp chúng được nhận dạng bởi các kênh trên màng nhân và cho phép phân bố trong nhân. Với nhiều yếu tố phiên mã, đặc biệt là các thụ thể nhân (nuclear receptors), đây là điểm quan trọng trong sự điều hòa. Các thụ thể nhân liên kết với phối tử của chúng ngoài tế bào chất trước khi đi chuyển đến nhân.

### Hoạt hóa
Các yếu tố phiên mã có thể được hoạt hóa (hoặc bất hoạt) thông qua domain cảm biến tín hiệu (signal-sensing domain) bởi các cơ chế sau đây:
- Liên kết với phối tử: Sự liên kết với phối tử không những hướng yếu tố phiên mã đến vị trí thực hiện chức năng, mà còn đưa chúng về trạng thái hoạt hóa, có khả năng liên kết với DNA hoặc các đồng yếu tố khác (xem thụ thể nhân).
- Phosphoryl hóa:[35][36] Nhiều yếu tố phiên mã trước khi chúng liên kết với DNA phải được phosphoryl hóa. Ví dụ như protein chuyển đổi và hoạt hóa tín hiệu phiên mã (STAT).
- Tương tác với các yếu tố phiên mã khác (đồng/dị dimer hóa) hoặc các protein đồng điều hòa phiên mã (transcription coregulator).

### Khả năng tiếp cận của vị trí liên kết DNA
Ở sinh vật nhân thực, DNA quấn quanh phức hợp 8 protein histone tạo thành các hạt có kết cấu chặc chẽ gọi là nucleosome (khoảng 147 bp và 1.65 vòng quấn). Vì thế các yếu tố phiên mã không thể tiếp cận được với DNA, ngoại trừ các yếu tố phiên mã tiên phong (pioneer factor)—yếu tố phiên mã gắn trên trình tự đặc biệt của DNA thể nucleosome. Để quá trình phiên mã được diễn ra, thể nucleosome phải được tháo ra hoặc nhờ đến các protein tái cơ cấu chất nhiễm sắc (chromatin remodeler) hoặc các biến đổi nhiệt. Ngoài ra, yếu tố phiên mã còn phải cạnh tranh tương tác với các protein nhiễm sắc như histone hoặc phi histone. Sự cạnh tranh tương tác giữa yếu tố phiên mã và các protein có thể giữ vai trò đối kháng (protein kích hoạt vs protein ức chế) trong điều hòa cũng một gene.

### Tính khả dụng của các hoạt tố khác/yếu tố phiên mã
Hầu hết các yếu tố phiên mã không hoạt động một mình, chúng thường ghép cặp với nhau để trở thành các phức hợp đồng thể (homodimer) hoặc dị thể (heterodimer). Các protein trung gian khác như cofactor sau đó được triệu tập, hình thành nên phức hợp tiền khởi động phiên mã (PIC) hướng RNA polymerase đến vị trí bắt đầu phiên mã (transcription start site) và bắt đầu quá trình. Vì thế, để một yếu tố phiên mã hoạt động phải cần đến sự hiện diện của nhiều protein khác. Cofactor là protein điều hòa hoạt động của các yếu tố phiên mã, đặc hiệu cho các promoter khác nhau.

### Tương tác với cytosine methyl hóa
Yếu tố phiên mã và cytosine methyl hóa đều đóng vai trò chủ đạo trong điều hòa biểu hiện gene. Sự methyl hóa cytosine diễn ra ở các vị trí CpG (5’-C-phosphate-G-3’) trên vùng promoter, thường liên quan đến sự ức chế quá trình phiên mã. Nếu các cytosine nằm trên vùng mã hóa của một gene được methyl hóa, gene này sẽ được tăng cường biểu hiện. Vì thế, khử methyl hóa các CpG trên vùng promoter sẽ làm tăng quá trình phiên mã. Trong 519 yếu tố phiên mã với vị trí liên kết DNA (DBS) đã được xác định, có 169 yếu tố phiên mã (33%) mà DBS của chúng không chứa CpG và 33 yếu tố phiên mã (6%) có thể liên kết trên motif chứa CpG nhưng không thể hiện sự thiên về DBS có hay không có sự hiện diện của CpG methyl hóa. Có 117 yếu tố phiên mã (23%) không thể liên kết trên trình tự chứa CpG methyl hóa và 175 yếu tố phiên mã (34%) có thể. Ngoài ra, có 25 yếu tố phiên mã (5%) tùy vào vị trí methyl hóa CpG mà chúng có thể hoặc không thể liên kết trên trình tự.
TET là enzyme quan trọng trong quá trình khử methyl hóa các methyl-CpG, nhưng chúng không chủ động thực hiện chức năng khi chưa được triệu tập (xem khử methyl hóa DNA). Các yếu tố phiên mã quan trọng trong quá trình biệt hóa và phân dòng tế bào như NANOG, SALL4A, WT1, EBF1, PU.1 và E2A triệu tập TET đến trình tự đặc biệt (chủ yếu là trình tự tăng cường), chuyển hóa các methylcytosine (mC) thành hydroxymethylcytosine (hmC), ngăn cản các protein liên kết 5mC như MECP2 và MBD, và vì thế làm thay đổi cấu trúc nucleosome giúp các yếu tố phiên mã có không gian vào liên kết trên DNA thực hiện quá trình phiên mã.

## Cấu trúc

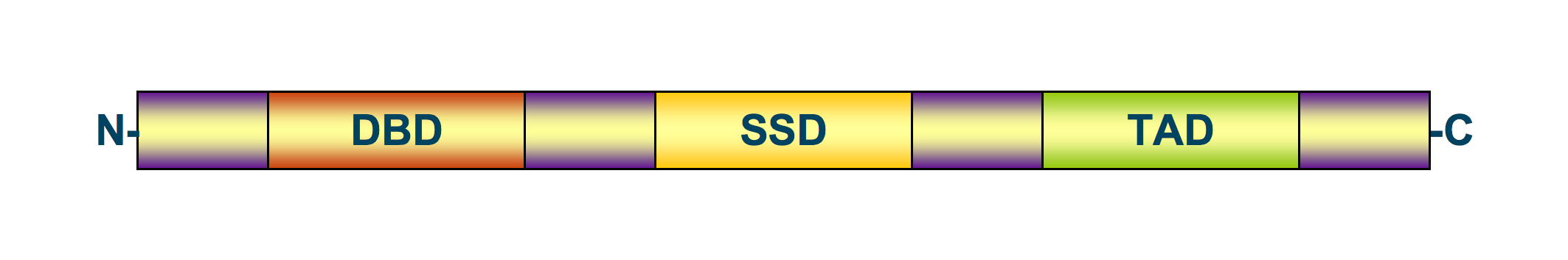
Cấu trúc protein giản lược của một yếu tố phiên mã, trong đó DBD là domain liên kết DNA, SSD là domain cảm biến tín hiệu và TAD là domain hoạt hóa chéo.

Cấu trúc tổng thể của yếu tố phiên mã gồm các domain sau đây:
Domain liên kết DNA (DNA-binding domain) liên kết với trình tự đặc biệt trên DNA (trình tự tăng cường hoặc vùng khởi động) gần các gene được điều hòa. Trình tự DNA được yếu tố phiên mã bám lên được gọi là yếu tố đáp ứng (response element).
Domain hoạt hóa (activation domain), cũng được gọi là domain hoạt hóa chéo (trans-activation domain), chứa các vị trí liên kết với các protein khác như protein đồng điều hòa phiên mã. 

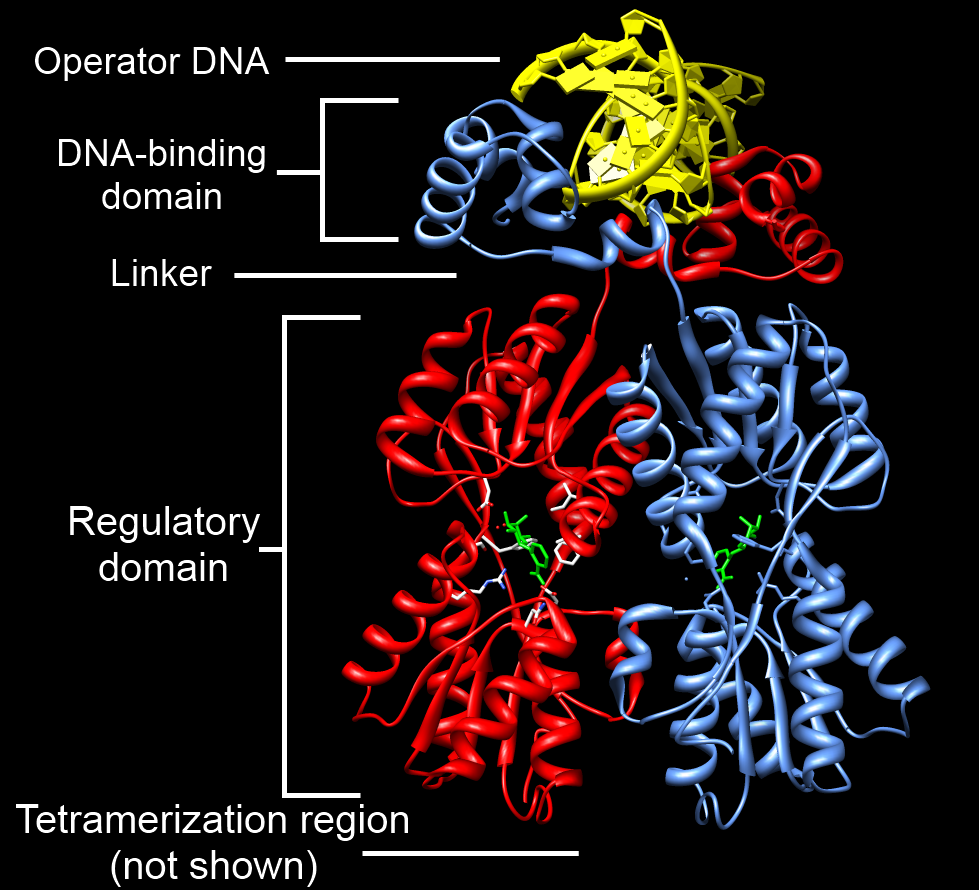
Cấu trúc 3D của protein ức chế lactose (LacI) dạng dimer. Domain liên kết DNA (mô típ xoắn-vòng-xoắn) nằm gần đầu N, liên kết với đoạn DNA (vàng) tại khe chính; Phối tử kháng cảm ứng ONPF (xanh lá) gắn trên domain điều hòa, tạo nên đáp ứng dị lập thể giúp ổn định liên kết của LacI trên DNA thông qua đoạn peptide nối.

Các dạng domain liên kết DNA của yếu tố phiên mã

Domain cảm biến tín hiệu (signal-sensing domain) (có thể có) là nơi cảm biến với tín hiệu từ bên ngoài (tín hiệu tăng/giảm điều hòa biểu hiện gene) và truyền tín hiệu đến các thành phần khác thuộc phức hợp protein phiên mã.

### Domain liên kết DNA
Dưới đây là các mô típ cấu trúc của domain liên kết DNA trong yếu tố phiên mã:
| Họ                                                                       | InterPro            | Pfam          | SCOP        |
| ------------------------------------------------------------------------ | ------------------- | ------------- | ----------- |
| Xoắn-vòng-xoắn cơ bản (bHLH) (Basic helix-loop-helix)                    | InterPro: IPR001092 | Pfam: PF00010 | SCOP: 47460 |
| Dây kéo leucine cơ bản (bZip) (Basic leucine zipper)                     | InterPro: IPR004827 | Pfam: PF00170 | SCOP: 57959 |
| Domain hiệu ứng đầu C (protein điều hòa đáp ứng lưỡng phân)              | InterPro: IPR001789 | Pfam: PF00072 | SCOP: 46894 |
| Hộp AP2/ERF/GCC                                                          | InterPro: IPR001471 | Pfam: PF00847 | SCOP: 54176 |
| Xoắn-cuộn-xoắn (HTH) (Helix-turn-helix)                                  |                     |               |             |
| Homeodomain (protein homeodomain)                                        | InterPro: IPR009057 | Pfam: PF00046 | SCOP: 46689 |
| Giống protein ức chế lambda (Lambda repressor-like)                      | InterPro: IPR010982 |               | SCOP: 47413 |
| Giống yếu tố đáp ứng huyết thanh (SRF-like) (Serum response factor-like) | InterPro: IPR002100 | Pfam: PF00319 | SCOP: 55455 |
| Hộp phối đối (paired box)                                                |                     |               |             |
| Xoắn cánh (winged helix)                                                 | InterPro: IPR013196 | Pfam: PF08279 | SCOP: 46785 |
| Ngón tay kẽm (zinc finger)                                               |                     |               |             |
| * Ngón tay kẽm Cys2His2 đa domain                                        | InterPro: IPR007087 | Pfam: PF00096 | SCOP: 57667 |
| * Zn2/Cys6                                                               |                     |               | SCOP: 57701 |
| * Ngón tay kẽm thụ thể nhân Zn2/Cys8                                     | InterPro: IPR001628 | Pfam: PF00105 | SCOP: 57716 |

### Yếu tố đáp ứng
Yếu tố đáp ứng (trình tự đáp ứng, vị trí liên kết yếu tố phiên mã) là trình tự DNA nơi yếu tố phiên mã bám lên thông qua các tương tác tĩnh điện (liên kết hydro) và lực Van der Waals.

## Phân loại
Như được mô tả chi tiết bên dưới, các yếu tố phiên mã có thể được phân loại dựa vào (1) cơ chế hoạt động, (2) chức năng điều hòa phiên mã, hoặc (3) sự tương quan về trình tự (cấu trúc) của domain liên kết DNA.

## Cơ sở dữ liệu về yếu tố phiên mã
Có nhiều cơ sở dữ liệu (CSDL) lưu trữ thông tin về yếu tố phiên mã, nhưng phạm vi và tính khả dụng của chúng tương đối khác nhau. Một số CSDL có thể chỉ chứa thông tin về các protein thực, số khác chỉ ra các vị trí liên kết của chúng, hoặc về các gene mục tiêu. Dưới đây là một số ví dụ:
- footprintDB: Siêu CSDL tập hợp nhiều CSDL, gồm có JASPAR và CSDL khác.
- JASPAR: CSDL về các vị trí liên kết của yếu tố phiên mã ở sinh vật nhân thực.
- PlantTFD: CSDL về yếu tố phiên mã ở thực vật.[54]
- TcoF-DB: CSDL về sự tương tác giữa các yếu tố phiên mã và đồng yếu tố phiên mã.[55]
- TFcheckpoint: CSDL về các ứng viên yếu tố phiên mã ở người và chuột
- transcriptionfactor.org (hiện tại đã trở thành một trang web thương mại bán hóa chất)